# Солигорский район
Солиго́рский райо́н (бел. Салігорскі раён) — административная единица на юге Минской области Республики Беларусь. Административный центр — город Солигорск.
Численность населения — 125 406 человек (на 1 января 2025 года).

## Административное устройство
В районе 11 сельсоветов:
- Гоцкий
- Долговский
- Домановичский
- Зажевичский
- Копацевичский
- Краснодворский
- Краснослободский
- Октябрьский
- Старобинский
- Хоростовский
- Чижевичский

Упразднённые сельсоветы на территории района:
- Гаврильчицкий
- Первомайский
- Погостский
- Рожанский
- Чепелевский — до 2009[6].
- Ясковичский

## Геральдика
Герб утверждён решением Солигорского городского исполнительного комитета от 21 мая 1998 года № 70/5. Зарегистрирован в Гербовом матрикуле Республики Беларусь 28 мая 1998 года № 12.
Флаг учреждён Указом Президента Республики Беларусь от 1 декабря 2011 года № 564 и зарегистрирован в Государственном геральдическом регистре Республики Беларусь 5 декабря 2011 года № Б-210. Утверждён решением районного Совета депутатов от 21 мая 2008 года № 88.

## География
Площадь 2500 км². Район граничит со Слуцким, Любанским, Копыльским и Клецким районами Минской области, Житковичским районом Гомельской области, Лунинецким и Ганцевичским районами Брестской области. 35,3% территории района покрыто лесом.
Основные реки — Морочь, Случь.

### Заказники
- Заказник местного значения "Старобинский"[11]

## История
Район образован 17 июля 1924 года, изначально под названием Старобинский. На момент образования в составе Слуцкого округа, после его упразднения с 9 июня 1927 года до 26 июля 1930 года в Бобруйском округе. 21 июня 1935 года район вошёл во вновь образованный Слуцкий округ. 20 февраля 1938 года район был включен в состав Минской области. С 20 сентября 1944 года до 8 января 1954 года Старобинский район входил в состав Бобруйской области (после её упразднения снова в Минской области). 8 августа 1959 года присоединены городской поселок Красная Слобода и 2 сельсовета (Октябрьский, Живоглодовичский) упраздненного Краснослободского района. 20 января 1960 года присоединены 3 сельсовета (Милевичский, Хоростовский, Ясковичский) упраздненного Ленинского района. 25 декабря 1962 года Старобинский район ликвидирован, территория присоединена к Любанскому району. 6 января 1965 года образован вновь как Солигорский район.
31 июля 2006 года Солигорский район и город Солигорск объединены в одну административно-территориальную единицу – Солигорский район с административным центром город Солигорск.
За достижение в 2023 году наилучших показателей в сфере социально-экономического развития Солигорский район (вместе с Барановичским, Каменецким, Несвижским, Островецким) признан победителем соревнования (среди районов) и занесен на Республиканскую доску Почёта.

## Демография
Численность населения — 125 406 человек (на 1 января 2025 года), в том числе городское — 107 370 человек (Солигорск — 96 993 человек, Красная Слобода — 3 960 человек, Старобин — 6 417 человек), сельское — 18 036 человек.
Население 127 415 человек, включая городское население 109 008 человек (на 1 января 2023 года). В Солигорске в 2018 году проживало 106 627 человек, в Старобине — 6287 человек, в Красной Слободе — 3879 человек.
В 2018 году 18,8% населения района было в возрасте моложе трудоспособного, 55,4% — в трудоспособном, 25,8% — старше трудоспособного. Ежегодно в районе рождается 1500—1850 детей и умирает 1600—1900 человек. Коэффициент рождаемости — 11,8 на 1000 человек в 2017 году, коэффициент смертности — 12,5. В 2017 году наблюдалась естественная убыль населения, а в середине 2010-х годов — естественный прирост. Сальдо внутренней миграции в 2010—2017 годах отрицательное (-213 человек в 2017 году). В 2017 году в районе было заключено 989 браков (7,4 на 1000 человек) и 497 разводов (3,7).
| Численность населения (по годам) | Численность населения (по годам) | Численность населения (по годам) | Численность населения (по годам) | Численность населения (по годам) | Численность населения (по годам) | Численность населения (по годам) | Численность населения (по годам) | Численность населения (по годам) | Численность населения (по годам) |
| 1996                             | 2001                             | 2002                             | 2003                             | 2004                             | 2005                             | 2006                             | 2007                             | 2008                             | 2009                             |
| -------------------------------- | -------------------------------- | -------------------------------- | -------------------------------- | -------------------------------- | -------------------------------- | -------------------------------- | -------------------------------- | -------------------------------- | -------------------------------- |
| 144 300                          | ▼143 485                         | ▼142 959                         | ▼142 068                         | ▼140 936                         | ▼139 602                         | ▼138 549                         | ▼137 630                         | ▼136 877                         | ▼136 539                         |
| 2010                             | 2011                             | 2012                             | 2013                             | 2014                             | 2015                             | 2016                             | 2017                             | 2018                             | 2019                             |
| ▼135 935                         | ▼135 536                         | ▼135 094                         | ▼134 937                         | ▼134 759                         | ▼134 647                         | ▼134 540                         | ▲134 608                         | ▼134 309                         | ▼133 881                         |
| 2020                             | 2021                             | 2022                             | 2023                             | 2024                             | 2025                             |                                  |                                  |                                  |                                  |
|                                  |                                  |                                  | ▼127 415                         |                                  | ▼125 406                         |                                  |                                  |                                  |                                  |

| Национальный состав по переписи 2009 года (всего — 136 145 человек) | Национальный состав по переписи 2009 года (всего — 136 145 человек) | Национальный состав по переписи 2009 года (всего — 136 145 человек) | Национальный состав по переписи 2009 года (всего — 136 145 человек) | Национальный состав по переписи 2009 года (всего — 136 145 человек) | Национальный состав по переписи 2009 года (всего — 136 145 человек) | Национальный состав по переписи 2009 года (всего — 136 145 человек) | Национальный состав по переписи 2009 года (всего — 136 145 человек) | Национальный состав по переписи 2009 года (всего — 136 145 человек) | Национальный состав по переписи 2009 года (всего — 136 145 человек) | Национальный состав по переписи 2009 года (всего — 136 145 человек) |
|                                                                     | белорусы                                                            | белорусы                                                            | русские                                                             | русские                                                             | украинцы                                                            | украинцы                                                            | поляки                                                              | поляки                                                              | татары                                                              | татары                                                              |
| ------------------------------------------------------------------- | ------------------------------------------------------------------- | ------------------------------------------------------------------- | ------------------------------------------------------------------- | ------------------------------------------------------------------- | ------------------------------------------------------------------- | ------------------------------------------------------------------- | ------------------------------------------------------------------- | ------------------------------------------------------------------- | ------------------------------------------------------------------- | ------------------------------------------------------------------- |
| Всего                                                               | 120 995                                                             | 88,87%                                                              | 9645                                                                | 7,08%                                                               | 1367                                                                | 1%                                                                  | 230                                                                 | 0,17%                                                               | 76                                                                  | 0,06%                                                               |
| городское                                                           | 98 067                                                              | 87,43%                                                              | 8893                                                                | 7,93%                                                               | 1217                                                                | 1,08%                                                               | 205                                                                 | 0,18%                                                               | 65                                                                  | 0,06%                                                               |
| сельское                                                            | 22 928                                                              | 95,63%                                                              | 752                                                                 | 3,14%                                                               | 150                                                                 | 0,63%                                                               | 25                                                                  | 0,1%                                                                | 11                                                                  | 0,05%                                                               |
|                                                                     | армяне                                                              | армяне                                                              | евреи                                                               | евреи                                                               | молдаване                                                           | молдаване                                                           | азербайджанцы                                                       | азербайджанцы                                                       | немцы                                                               | немцы                                                               |
| Всего                                                               | 70                                                                  | 0,05%                                                               | 42                                                                  | 0,03%                                                               | 39                                                                  | 0,03%                                                               | 38                                                                  | 0,03%                                                               | 38                                                                  | 0,03%                                                               |
| городское                                                           | 52                                                                  | 0,05%                                                               | 42                                                                  | 0,04%                                                               | 29                                                                  | 0,03%                                                               | 37                                                                  | 0,03%                                                               | 33                                                                  | 0,03%                                                               |
| сельское                                                            | 18                                                                  | 0,08%                                                               | 0                                                                   | 0                                                                   | 10                                                                  | 0,04%                                                               | 1                                                                   | <0,01%                                                              | 5                                                                   | 0,02%                                                               |
|                                                                     | литовцы                                                             | литовцы                                                             | казахи                                                              | казахи                                                              | чуваши                                                              | чуваши                                                              | удмурты                                                             | удмурты                                                             | грузины                                                             | грузины                                                             |
| Всего                                                               | 22                                                                  | 0,02%                                                               | 14                                                                  | 0,01%                                                               | 14                                                                  | 0,01%                                                               | 12                                                                  | 0,01%                                                               | 11                                                                  | 0,01%                                                               |
| городское                                                           | 20                                                                  | 0,02%                                                               | 11                                                                  | 0,01%                                                               | 12                                                                  | 0,01%                                                               | 10                                                                  | 0,01%                                                               | 10                                                                  | 0,01%                                                               |
| сельское                                                            | 2                                                                   | 0,01%                                                               | 3                                                                   | 0,01%                                                               | 2                                                                   | 0,01%                                                               | 2                                                                   | 0,01%                                                               | 1                                                                   | <0,01%                                                              |

|                                               | 2010 | 2011 | 2012 | 2013 | 2014 | 2015 | 2016 | 2017 |
| --------------------------------------------- | ---- | ---- | ---- | ---- | ---- | ---- | ---- | ---- |
| Рождаемость (на 1000 человек)                 | 11,2 | 11,4 | 12,8 | 13,4 | 13,3 | 13,7 | 13,4 | 11,8 |
| Смертность (на 1000 человек)                  | 13,9 | 13,6 | 13   | 12,7 | 12,7 | 12,2 | 12,4 | 12,5 |
| Естественный прирост (на 1000 человек)        | -2,7 | -2,2 | -0,2 | +0,7 | +0,6 | +1,5 | +1   | -0,7 |
| Естественный прирост (в абсолютном выражении) | -366 | ...  | ...  | +92  | +72  | +209 | +144 | -86  |
| Миграционный прирост (в абсолютном выражении) | -33  | ...  | ...  | -270 | -184 | -316 | -76  | -213 |

## Экономика

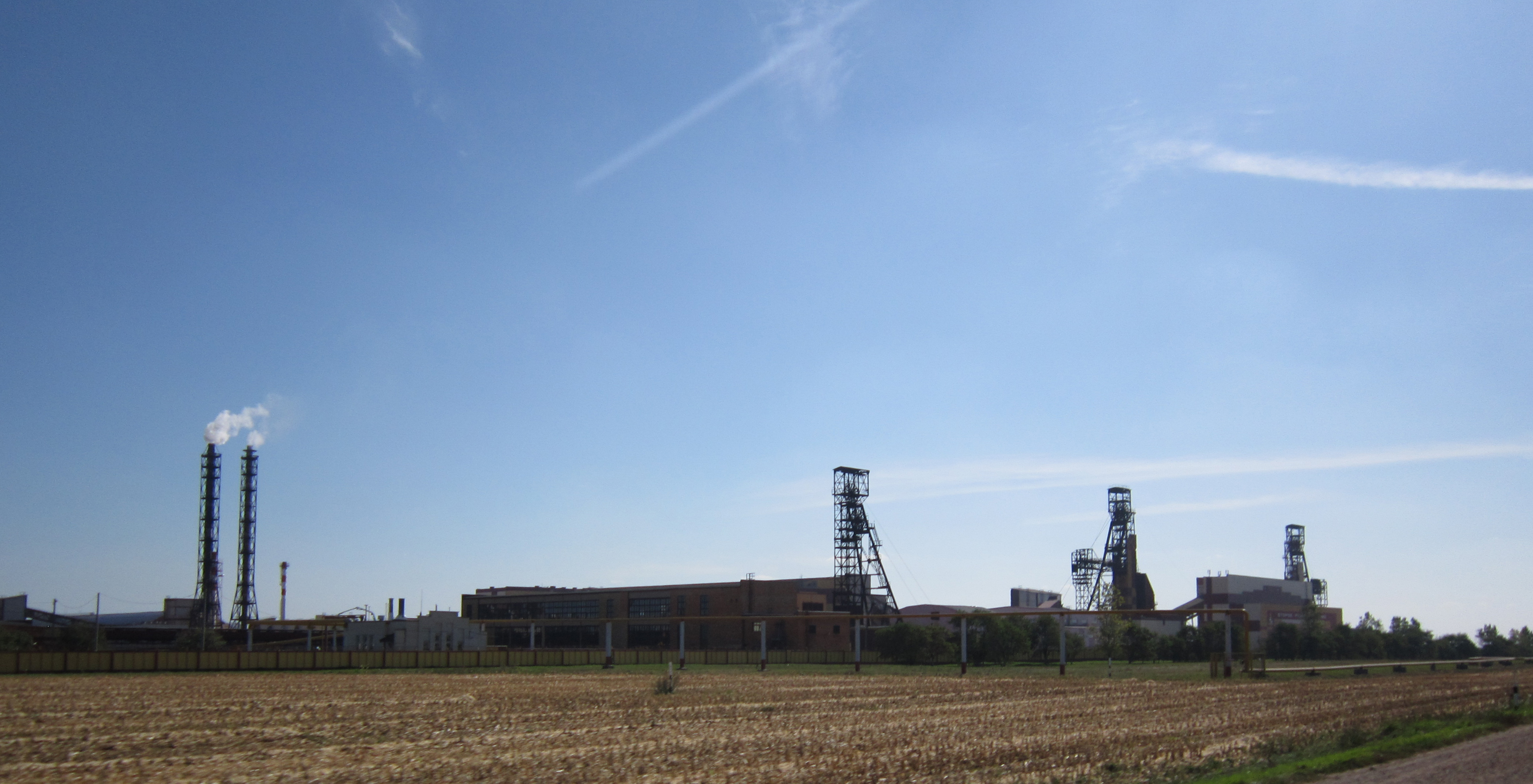
Второе рудоуправление «Беларуськалия»

Солигорск является одним из важнейших экономических центров Беларуси. Здесь находится Беларуськалий — одно из крупнейших в мире предприятий по добыче калийной соли, крупнейшее швейное производство страны — фабрика «Калинка», птицефабрика,  ОАО Стройтрест № 3 Ордена Октябрьской революции, УПТК ОАО "Солигорскпромстрой", холдинг Пассат, ЗАО Солигорский Институт проблем ресурсосбережения с Опытным производством и другие.
Выручка от реализации продукции, товаров, работ, услуг за 2017 год составила 6273,7 млн рублей (около 3137 млн долларов), в том числе 204,8 млн рублей пришлось на сельское, лесное и рыбное хозяйство (3,26%), 4964,7 млн на промышленность (79,14%), 572,8 млн на строительство (9,13%), 392,4 млн на торговлю и ремонт (6,25%), 138,9 млн на прочие виды экономической деятельности (2,21%). По объёму выручки район занимает второе место в Минской области после Минского района, по объёму выручки в промышленности и строительстве — первое.
Средняя зарплата работников в районе составила 148,5% от среднего уровня по Минской области и является самой высокой в области и во всей стране (среднемесячная номинальная начисленная зарплата в 2017 году — 1207,1 рублей, или около 600 долларов).

### Сельское хозяйство
В 2017 году сельскохозяйственные организации района собрали 96,1 тыс. т зерновых и зернобобовых культур при урожайности 29,4 ц/га, 346 т льноволокна при урожайности 6,9 ц/га, 165,5 тыс. т сахарной свёклы при урожайности 466 ц/га. Под зерновые культуры в 2017 году было засеяно 33 тыс. га пахотных площадей, под лён — 0,5 тыс. га, под сахарную свёклу — 3,6 тыс. га, под кормовые культуры — 36,4 тыс. га.
В 2017 году сельскохозяйственные организации района реализовали 12,4 тыс. т мяса скота и птицы и произвели 105,3 тыс. т молока (средний удой — 5244 кг). На 1 января 2018 года в сельскохозяйственных организациях района содержалось 61,4 тыс. голов крупного рогатого скота, в том числе 20 тыс. коров. Птицефабрики Солигорского района в 2017 году произвели 354,6 млн яиц.

## Транспорт
Через район проходят автомагистраль Р23 «Минск—Микашевичи», железная дорога, связывающая Солигорск со станцией Слуцк.

## Образование
В 2017/2018 учебном году в районе действовало 56 учреждений дошкольного образования, которые обслуживали 7445 детей, и 33 учреждения общего среднего образования, в которых обучался 14 921 ребёнок. Учебный процесс обеспечивали 1603 учителя.
В Солигорске действуют 3 учреждения среднего специального образования:
- Солигорский государственный колледж;
- Солигорский государственный горно-химический колледж — филиал БНТУ;
- ЧУО «Солигорский экономический колледж».

## Здравоохранение
В 2016 году в организациях Министерства здравоохранения Республики Беларусь, расположенных на территории района, работало 492 практикующих врача (36,6 на 10 тысяч человек) и 1706 средних медицинских работников (126,7 на 10 тысяч человек). В больницах насчитывалась 1371 койка (101,9 на 10 тысяч человек).

## Культура
В 2017 году публичные библиотеки района посетили 34,5 тыс. человек, которым было выдано 602 тыс. экземпляров книг и журналов. В 2017 году в районе действовало 30 клубов.
В районе действует Солигорский краеведческий музей с 14 тыс. музейных предметов основного фонда. В 2016 году его посетили 19,2 тыс. человек.

### Музеи
- Государственное учреждение культуры «Солигорский краеведческий музей»[40]
- Музей матери в Центре творчества детей и молодёжи в г. Солигорск
- Музей Трудовой славы ОАО «Беларуськалий» в г. Солигорск
- Народный музей пионерской организации и современного детского движения в г. Солигорск
- Музея спорта государственного учреждения образования «Средняя школа № 8 г. Солигорска»
- Музей под открытым небом. Экспозиция милицейских ретро-автомобилей в г. Солигорск
- Музей «Птицы Беларуси и промышленное птицеводство» в аг. Краснодворцы Краснодворского сельсовета
- Музей партизанского края имени В. З. Коржа в аг. Хоростово Хоростовского сельсовета
- Церковно-исторический музей Слуцкой епархии при приходе храма Покрова Пресвятой Богородицы д. Чижевичи

## Достопримечательности

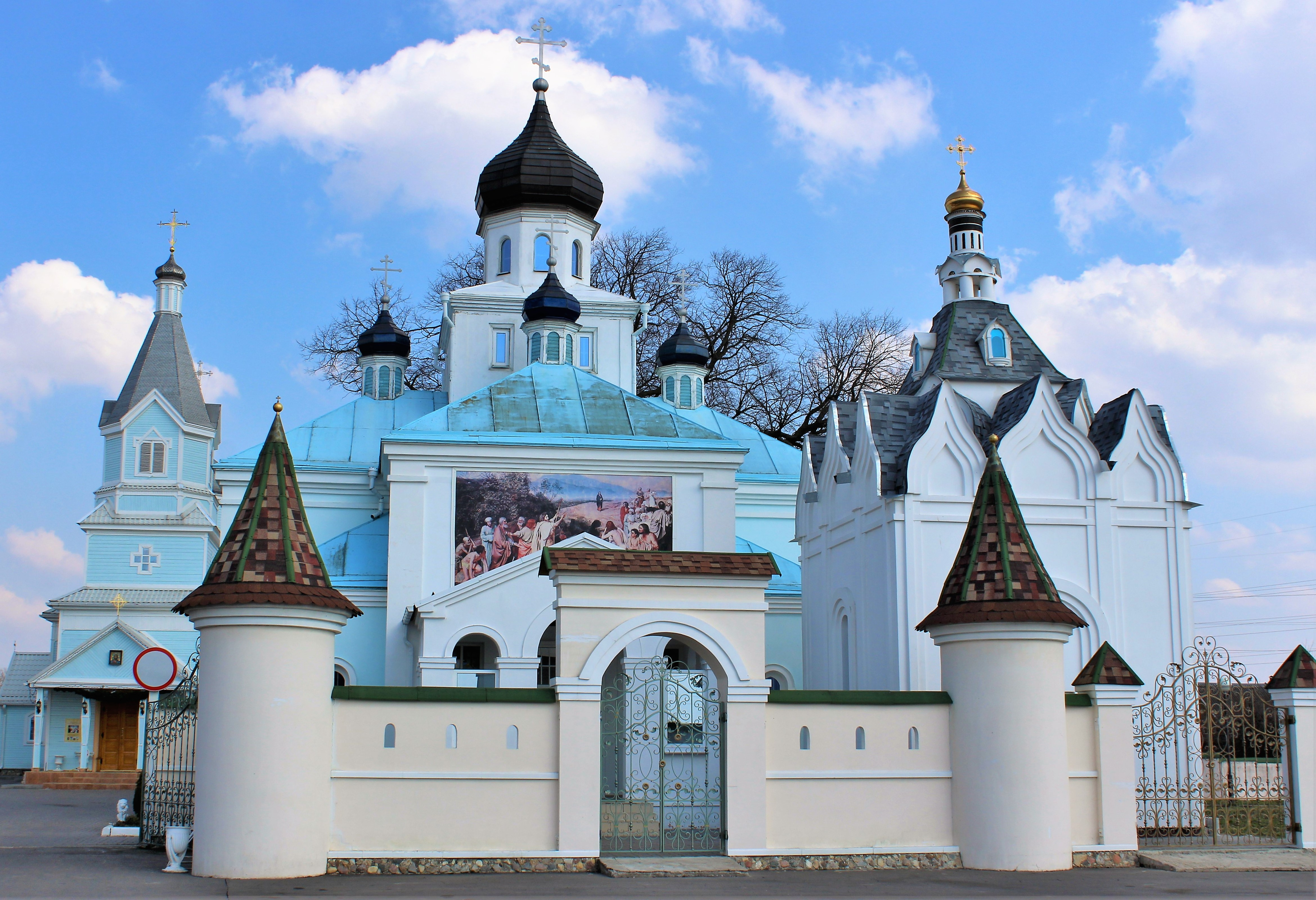
Свято-Покровский храм в Чижевичи

- Свято-Покровский храм в Чижевичи. Здание храма является памятником деревянного зодчества республиканского значения и входит в число древнейших деревянных храмов на территории Беларуси.
- Церковь Святой Параскевы Пятницы в Гоцк
- Николаевская церковь (1859) в Старобин
- Усадьба конца XIX — начала XX века в Погост-2
- Руины паровой мельницы начала XX века в Погост-2

## Археология
Около деревни Ясковичи найдены остатки позднезарубинецкого жилищного комплекса. Постройка III века с двумя очагами и местом складирования и первичной обработки болотной железной руды. Были обнаружены детали костюма и украшений конца II — IV веков нашей эры с выемчатыми эмалями, серебряная монета римского императора Коммода (161 — 192 года). Селище в Ясковичах могло погибнуть между 400 и 460 годами. Форма, орнаментация, способы обработки глиняной посуды и характерные пряслица говорят о том, что памятник относится к киевской культуре. Также в Ясковичах найдены фрагменты глиняных горшков наиболее раннего этапа пражской культуры.